# Leslie Howard
Leslie Howard Stainer (ur. 3 kwietnia 1893 w Londynie, zm. 1 czerwca 1943 nad Zatoką Biskajską) – angielski aktor filmowy, teatralny, reżyser, scenarzysta i producent filmowy. Najbardziej znany z roli Ashleya Wilkesa w filmie Przeminęło z wiatrem (1939).

## Życiorys
Był synem węgierskich emigrantów. Brał udział w I wojnie światowej. Terapią na odniesiony szok miało być aktorstwo. Na ekranie pojawił się po raz pierwszy w 1917. Do Hollywood trafił w 1930 i wyspecjalizował się w rolach angielskich dżentelmenów, arystokratów i artystów – W niewoli uczuć (1934), Romeo i Julia (1936), Pigmalion (1938), Intermezzo (1939). Początkowo wcale nie chciał grać roli Ashleya, właściwie go do tego zmuszono. Gdy wybuchła II wojna światowa, wrócił do Anglii, gdzie produkował i reżyserował filmy.
Zginął w 1943 roku w samolocie zestrzelonym przez Niemców, gdy wracał z tajnej misji w Lizbonie.
Był żonaty z Ruth Evelyn Martin. Miał dwoje dzieci. Córka Leslie Ruth w 1959 opublikowała jego biografię Quite Remarkable Father. Syn Ronald był aktorem, w 1981 roku wydał drugą biografię ojca In Search of My Father.

## Wybrana filmografia
- 1931: Wolne dusze
- 1932: Uśmiech szczęścia
- 1934: W niewoli uczuć
- 1936: Skamieniały las
- 1936: Romeo i Julia
- 1938: Pigmalion
- 1939: Intermezzo
- 1939: Przeminęło z wiatrem
- 1941: 49th Parallel
- 1942: Nasz okręt